# Slim Pickens
Slim Pickens, pseudonimo di Louis Bert Lindley (Kingsburg, 29 giugno 1919 – Modesto, 8 dicembre 1983), è stato un attore statunitense.

## Biografia
Sin dall'età di quattro anni si dimostrò un ottimo cavallerizzo, tanto che all'età di dodici anni abbandonò la scuola per partecipare al rodeo. Probabilmente i familiari gli dissero che lavorando nel rodeo avrebbe avuto magri guadagni (in inglese slim pickings) da cui riprese il suo nome d'arte, ma non si lasciò scoraggiare e ben presto divenne uno dei più famosi clown da rodeo, uno dei più pericolosi mestieri dello spettacolo.
Dopo vent'anni nel circuito del rodeo, la sua voce caratteristica e biascicante, i suoi occhi sgranati, la faccia a luna piena, e la sua stazza fisica gli permisero di entrare nel cast del western Il 7º Lancieri carica (1950) con Errol Flynn. Partecipò poi a diversi altri western, nella parte del cattivo o come spalla comica di attori più importanti, come ad esempio Rex Allen.
Il suo ruolo più famoso è quello del pilota di B-52 maggiore T. J. "King" Kong nel film Il dottor Stranamore - Ovvero: come ho imparato a non preoccuparmi e ad amare la bomba (1964) di Stanley Kubrick. Il film termina con la famosa scena di Pickens che precipita a cavallo di una bomba H che distruggerà l'umanità. 
The bomb-dropping scene was a very simple optical trick. I think the idea for it came with Slim - he used to be a rodeo clown, the guy who acts as a diversion when the riders fall off. Veevers did a great job and even put in some cloud, which was very subtle.»
Stanley, poiché Slim Pickens aveva lavorato nel film I due volti della vendetta, pensò che sarebbe stato grande. Comunque, siccome il film era prodotto in Inghilterra, i produttori volevano un attore inglese. Stanley disse loro che se avessero trovato qualcuno alto quanto Slim, che gli somigliasse e che parlasse come lui, lo avrebbe preso. La scena dello sgancio della bomba fu un trucco ottico molto semplice. Credo che l'idea sia venuta a Slim - era stato un pagliaccio nei rodei, uno di quelli che crea un diversivo quando il cavaliere cade. Veevers fece un gran lavoro e mise persino qualche nuvola, cosa molto fine.»
(Pablo Ferro)
Pickens venne scelto per la sua somiglianza con il personaggio del militare-cowboy dagli sgangherati ideali patriottici; non gli fu nemmeno rivelato che in realtà il film sarebbe stato una commedia ma gli venne detto di imparare la parte e recitarla direttamente. Pickens capì che quel ruolo gli avrebbe cambiato la carriera, e affermò che «Dopo Il Dottor Stranamore le parti, i camerini, tutto era troppo grande».
Altri ruoli memorabili furono quello dello sceriffo Baker in Pat Garrett e Billy the Kid (1973) con James Coburn, e quello di Taggart, capo di una banda di cowboy, nella commedia Mezzogiorno e mezzo di fuoco (1974) di Mel Brooks, con Gene Wilder.
Nella sua carriera partecipò a dozzine di film, tra i quali Old Oklahoma Plains (1952), Down Laredo Way (1953), I due volti della vendetta (1961) con Marlon Brando, Sierra Charriba (1965) di Sam Peckinpah, con Charlton Heston, I cowboys (1972) con John Wayne, Getaway! (1972) di Sam Peckinpah, Nuovo anno, nuovo amore (1974) con Fred Ward e Sissy Spacek, Poor Pretty Eddy (1975) con Shelley Winters, Sfida a White Buffalo (1977) con Charles Bronson.
Nel 1971 partecipò all'episodio The 45-Year-Old Man nella serie Mary Tyler Moore Show, interpretando il ricchissimo cowboy proprietario della stazione televisiva dove è ambientata la serie. Morì nel 1983 di tumore cerebrale, all'età di 64 anni, in una casa di riposo a Modesto in California.

## Omaggi
Nel 2012 il gruppo punk The Offspring nel loro ultimo album, Days Go By, uscito il 26 giugno, gli tributò la canzone Slim Pickens does the right thing and rides the Bomb to Hell.

## Filmografia parziale

### Cinema
- Il 7º Lancieri carica (Rocky Mountain), regia di William Keighley (1950)
- Aquile tonanti (Thunderbirds), regia di John H. Auer (1952)
- The Story of Will Rogers di Michael Curtiz (1952)
- Colorado Sundown, regia di William Witney (1952)
- The Last Musketeer, regia di William Witney (1952)
- Border Saddlemates, regia di William Witney (1952)
- Old Oklahoma Plains, regia di William Witney (1953)
- South Pacific Trail, regia di William Witney (1952)
- Old Overland Trail, regia di William Witney (1953)
- Il sole splende alto (The Sun Shines Bright), regia di John Ford (1953)
- Iron Mountain Trail, regia di William Witney (1953)
- Down Laredo Way, regia di William Witney (1953)
- Shadows of Tombstone, regia di William Witney (1953)
- Red River Shore, regia di Harry Keller (1953)
- Lo sceriffo senza pistola (The Boy from Oklahoma), regia di Michael Curtiz (1954)
- Il cacciatore di fortuna (The Outcast), regia di William Witney (1954)
- Phantom Stallion, regia di Harry Keller (1954)
- Satank, la freccia che uccide (Santa Fe Passage), regia di William Witney (1955)
- Alamo (The Last Command), regia di Frank Lloyd (1955)
- Uno sconosciuto alla mia porta (Stranger at My Door), regia di William Witney (1956)
- Le 22 spie dell'Unione (The Great Locomotive Chase), regia di Francis D. Lyon (1956)
- Due pistole per due fratelli (Gun Brothers), regia di Sidney Salkow (1956)
- L'uomo della legge (Gunsight Ridge), regia di Francis D. Lyon (1957)
- La legge del più forte (The Sheepman), regia di George Marshall (1958)
- L'ultima battaglia del generale Custer (Tonka), regia di Lewis R. Foster (1958)
- Selvaggio west (Escort West), regia di Francis D. Lyon (1958)
- I due volti della vendetta (One-Eyed Jacks), regia di Marlon Brando (1961)
- I trecento di Fort Canby (A Thunder of Drums), regia di Joseph M. Newman (1961)
- Sam il selvaggio (Savage Sam), regia di Norman Tokar (1963)
- Il dottor Stranamore - Ovvero: come ho imparato a non preoccuparmi e ad amare la bomba (Dr. Strangelove or: How I Learned to Stop Worrying and Love the Bomb), regia di Stanley Kubrick (1964)
- Sierra Charriba (Major Dundee), regia di Sam Peckinpah (1965)
- Prima vittoria (In Harm's Way), regia di Otto Preminger (1965)
- Il giorno dopo (Up from the Beach), regia di Robert Parrish (1965)
- Doringo! (The Glory Guys), regia di Arnold Laven (1965)
- I 9 di Dryfork City (Stagecoach), regia di Gordon Douglas (1965)
- Due stelle nella polvere (Rough Night in Jericho) regia di Arnold Laven (1967)
- Carta che vince, carta che perde (The Flim-Flam Man), regia di Irvin Kershner (1967)
- Costretto ad uccidere (Will Penny), regia di Tom Gries (1967)
- L'incredibile furto di Mr. Girasole (Never a Dull Moment), regia di Jerry Paris (1968)
- Skidoo, regia di Otto Preminger (1968)
- Rosolino Paternò, soldato..., regia di Nanni Loy (1970)
- La ballata di Cable Hogue (The Ballad of Cable Hogue), regia di Sam Peckinpah (1970)
- La spina dorsale del diavolo (The Deserter), regia di Burt Kennedy (1971)
- Getaway! (The Getaway), regia di Sam Peckinpah (1972)
- I cowboys (The Cowboys), regia di Mark Rydell (1972)
- L'esibizionista (The Honkers), regia di Steve Inhat (1972)
- Pat Garrett e Billy Kid (Pat Garrett and Billy the Kid), regia di Sam Peckinpah (1973)
- Mezzogiorno e mezzo di fuoco (Blazing Saddles), regia di Mel Brooks (1974)
- Nuovo anno, nuovo amore (Ginger in the Morning), regia di Gordon Wiles (1974)
- Scandalo al ranch (Rancho Deluxe), regia di Frank Perry (1975)
- La banda delle frittelle di mele (The Apple Dumpling Gang), regia di Norman Tokar (1975)
- Violenza sull'autostrada (White Line Fever), regia di Jonathan Kaplan (1975)
- Sfida a White Buffalo (The White Buffalo), regia di J. Lee Thompson (1977)
- Mister Miliardo (Mr. Billion), regia di Jonathan Kaplan (1977)
- Swarm - Lo sciame che uccide (The Swarm), regia di Irwin Allen (1978)
- L'inferno sommerso (Beyond the Poseidon Adventure), regia di Irwin Allen (1979)
- 1941: Allarme a Hollywood (1941), regia di Steven Spielberg (1979)
- Tom Horn, regia di William Wiard (1980)
- Accordi sul palcoscenico (Honeysuckle Rose), regia di Jerry Schatzberg (1980)
- L'ululato (The Howling), regia di Joe Dante (1981)

### Televisione
- Corky, il ragazzo del circo (Circus Boy) – serie TV, episodio 1x08 (1956)
- Sugarfoot – serie TV, episodi 1x01-1x18-4x01 (1957-1960)
- Maverick – serie TV, 3 episodi (1958-1961)
- Pony Express – serie TV, episodio 1x18 (1960)
- Surfside 6 – serie TV, episodio 1x23 (1961)
- The Americans – serie TV, episodi 1x08-1x15 (1961)
- Alfred Hitchcock presenta (Alfred Hitchcock Presents) – serie TV, episodio 6x36 (1961)
- The Wide Country – serie TV, 6 episodi (1962-1963)
- The Travels of Jaimie McPheeters – serie TV, episodio 1x12 (1963)
- Il virginiano (The Virginian) – serie TV, 3 episodi (1963-1971)
- Gli uomini della prateria (Rawhide) – serie TV, episodio 7x09 (1964)
- I giorni di Bryan (Run for Your Life) – serie TV, episodio 2x25 (1967)
- Cimarron Strip – serie TV, episodio 1x16 (1968)
- Sui sentieri del West (The Outcasts) – serie TV, episodio 1x01 (1968)

## Doppiatori italiani
Nelle versioni in italiano dei suoi film, Slim Pickens è stato doppiato da:
- Manlio Busoni in Sierra Charriba, Doringo!, L'incredibile furto di Mr. Girasole
- Vinicio Sofia in I due volti della vendetta, Il dottor Stranamore - Ovvero: come ho imparato a non preoccuparmi e ad amare la bomba
- Nino Bonanni in Lo sceriffo senza pistola
- Luigi Pavese in Prima vittoria
- Stefano Sibaldi in Getaway!
- Antonio Guidi in I cowboys
- Renato Mori in Mezzogiorno e mezzo di fuoco
- Sergio Tedesco in Alla conquista del West
- Ferruccio Amendola in Sfida a White Buffalo
- Glauco Onorato in Mister Miliardo
- Mario Milita in Swarm
- Gino Donato in L'inferno sommerso
- Mario Maranzana in 1941 - Allarme a Hollywood
- Silvio Spaccesi in L'ululato